# Lilium sherriffiae
Lilium sherriffiae ist eine Pflanzenart aus der Gattung der Lilien (Lilium) in der Sektion Sinomartagon innerhalb der Familie der Liliengewächse (Liliaceae).

## Beschreibung
Lilium sherriffiae ist eine ausdauernde, krautige Pflanze und erreicht Wuchshöhen zwischen 35 und 90 Zentimetern. Die weiße, eiförmige bis schmal-eiförmige Zwiebel hat einen Durchmesser zwischen 2 und 3 Zentimetern und ist rund 2,5 Zentimeter hoch. Die circa zwölf spitz zulaufenden Schuppen sind lanzettlich bis eiförmig-lanzettlich, bis zu 8 Millimeter breit und 2 bis 3 Millimeter dick.
Der Stängel ist haarlos und purpurn überhaucht und hat am Ansatz oberhalb der Zwiebel ein nur schwach ausgeprägtes Wurzelwerk. Die Internodien sind bis zu 9 Zentimeter lang. Die ungestielten, linealischen bis schmal lanzettlich-linealischen Laubblätter sind 3 bis 13 Zentimeter lang, sechs- bis achtnervig und die Mittelrippe auf der Unterseite ist schwach hervortretend.
Im Juni blüht die Art meist mit einer endständigen Einzelblüte, selten mit zwei Blüten. Die schmal glockenförmigen, nickenden Blüten stehen an 2 bis 7 Zentimeter langen, haarlosen, grünen Blütenstielen. Die Blütenhüllblätter sind leicht zurückgebogen und von annähernd gleicher Gestalt. Die Blütenhüllblätter des äußeren Kreises sind 5,5 Zentimeter lang und 1,4 bis 1,7 (selten bis 2) Zentimeter breit, schmal länglich-rund elliptisch und unbehaart; die des inneren Kreises sind länglich-rund elliptisch und 1,8 bis 2, selten bis 2,5 Zentimeter breit. Sie sind sämtlich von braun-purpurner Grundfarbe und auf der Außenseite mosaikähnlich goldgelb und grün gescheckt, auf der Innenseite an einzelnen Stellen ebenfalls.
Die schlanken Staubfäden sind 1,8 bis 1,9 Zentimeter lang, am Ansatz 1 Millimeter dick und unbehaart. Die linearen Staubbeutel sind 13 Millimeter lang und 2 bis 2,5 Millimeter dick, der Pollen ist goldfarben. Der zylindrische Fruchtknoten ist 11 Millimeter lang und 3 Millimeter breit, der unbehaarte Griffel 23 Millimeter lang und keulenförmig, die Narbe 2 Millimeter lang, 3 bis 4 Millimeter breit und dreilappig.

## Verbreitung
Die Art kommt in den nordöstlichen Distrikten Bhutans, in Bumthang und Trashiyangtse sowie in Nepal vor. Sie wächst in Höhenlagen zwischen 2700 und 3800 Metern, nahe Flussufern auf offenem Grasland in Hanglagen oder unter Bäumen, oft unter Weiden, auf sandigen Böden.

## Botanische Geschichte
Lilium sherriffiae wurde am 23. Mai 1949 von J. H. Hicks und Elizabeth Sherriff erstmals anhand einer Einzelpflanze bei Lao im Trashiyangtse-Distrikt gesammelt. Am 22. Juli des Jahres fanden Frank Ludlow und George Sherriff eine große Population mit mehreren hundert Pflanzen nahe dem Dhur-Fluss im Distrikt Bumthang. Anhand des mitgebrachten Herbarmaterials beschrieb William Thomas Stearn die Art 1950 in Journal of the Royal Horticultural Society Band 75 Seite 192 und taufte sie zu Ehren der Entdeckerin Elizabeth Sherriff Lilium sherriffiae. Aus mitgebrachten Samen wurden in Großbritannien, unter anderem im Botanischen Garten Edinburgh, einige Pflanzen herangezogen. Sie verschwand jedoch spätestens bis 1960 wieder aus menschlicher Kultur.